# Saint-Cernin, Cantal
Saint-Cernin je naselje in občina v osrednjem francoskem departmaju Cantal regije Auvergne. Leta 1999 je naselje imelo 1.128 prebivalcev.

## Geografija
Kraj se nahaja v pokrajini Auvergne ob reki Doire, 20 km severno od središča Aurillaca.

## Uprava
Saint-Cernin je sedež istoimenskega kantona, v katerega so poleg njegove vključene še občine Besse, Freix-Anglards, Girgols, Saint-Cirgues-de-Malbert, Saint-Illide in Tournemire z 2.578 prebivalci.
Kanton Saint-Cernin je sestavni del okrožja Aurillac.

## Zanimivosti
- Château du Cambon, francoski zgodovinski spomenik,
- Château de Bournazel.